# Palazzo Sant'Antonio
Palazzo Sant'Antonio è un'architettura di Cerreto Sannita.
Nato come monastero dei padri conventuali di Sant'Antonio, è attualmente sede degli uffici comunali e del Museo civico e della ceramica cerretese.
Annesse al monastero erano la Chiesa di Sant'Antonio e la Confraternita della Madonna del Pianto.

## Storia

### Il monastero dalla fondazione al sisma del 1688
Il monastero dei francescani venne fondato nella Cerreto antica intorno al 1240, pochi anni dopo la morte di San Francesco di Assisi e di Sant'Antonio di Padova. Nel 1244 infatti un certo Salomone, figlio di Girardo di Massa Inferiore, donò al convento tre "ortali", cioè tre appezzamenti di terreno coltivati ad orto.
Il monastero divenne uno dei più importanti della zona tanto da ottenere frequenti donazioni e da ospitare più volte il concilio per l'elezione del padre provinciale dei francescani, sotto la cui giurisdizione ricadeva buona parte dell'attuale Campania. I conti Sanframondo inoltre donarono ai frati una parte del loro castello di Cerreto antica. L'altra parte del castello dal 1369 ospitò le suore di clausura.
Nel XVI secolo, a seguito della divisione della famiglia francescana decretata da papa Leone X fra osservanti e conventuali, i frati decisero di entrare a far parte dell'Ordine dei Frati Minori Conventuali.
Il monastero divenne anche un importante luogo di studi ed un frate cerretese, padre Cesare de Laurentiis, nel 1621 fu eletto provinciale dell'Ordine. Il crescente potere dei frati ingelosì il clero cerretese tanto è vero che nel 1651 alcuni sacerdoti vennero alle mani con i frati; oggetto della controversia era la ripartizione dei tributi sui contadini.
Il terremoto del 5 giugno 1688 rase al suolo il monastero; solo due dei diciassette frati si salvarono.

### Dal 1688 ad oggi
I due frati sopravvissuti, forti delle rendite che possedeva il convento, decisero di edificare ex novo il loro monastero nel nuovo tessuto urbanistico di Cerreto Sannita, progettato da Giovanni Battista Manni.
Il monastero e l'annessa chiesa furono costruiti celermente tanto che nel 1693, solo cinque anni dopo il sisma, il vescovo Giovanni Battista de Bellis fu seppellito nella chiesa dei conventuali in attesa del completamento della Cattedrale di Cerreto Sannita.
Il terremoto del 26 luglio 1805 danneggiò il monastero e la chiesa.
A seguito della soppressione del convento decretata da Giuseppe Bonaparte l'edificio fu adibito a vari usi sino a diventare sede comunale agli inizi del XX secolo.

## Descrizione
Palazzo Sant'Antonio si presenta come un grosso edificio di forma quadrangolare dotato di un chiostro interno e di un giardino successivamente adibito ad altro uso. 

### Chiostro
Il chiostro, a pianta quadrata, contiene cinque arcate per lato. Nel pavimento di ciascuna campata del chiostro sono stati sistemati venti pannelli in ceramica cerretese che illustrano i monumenti, i personaggi e le tradizioni tipiche di Cerreto Sannita.
Pannelli siti nell'ala est (le arti e le industrie di Cerreto Sannita): 

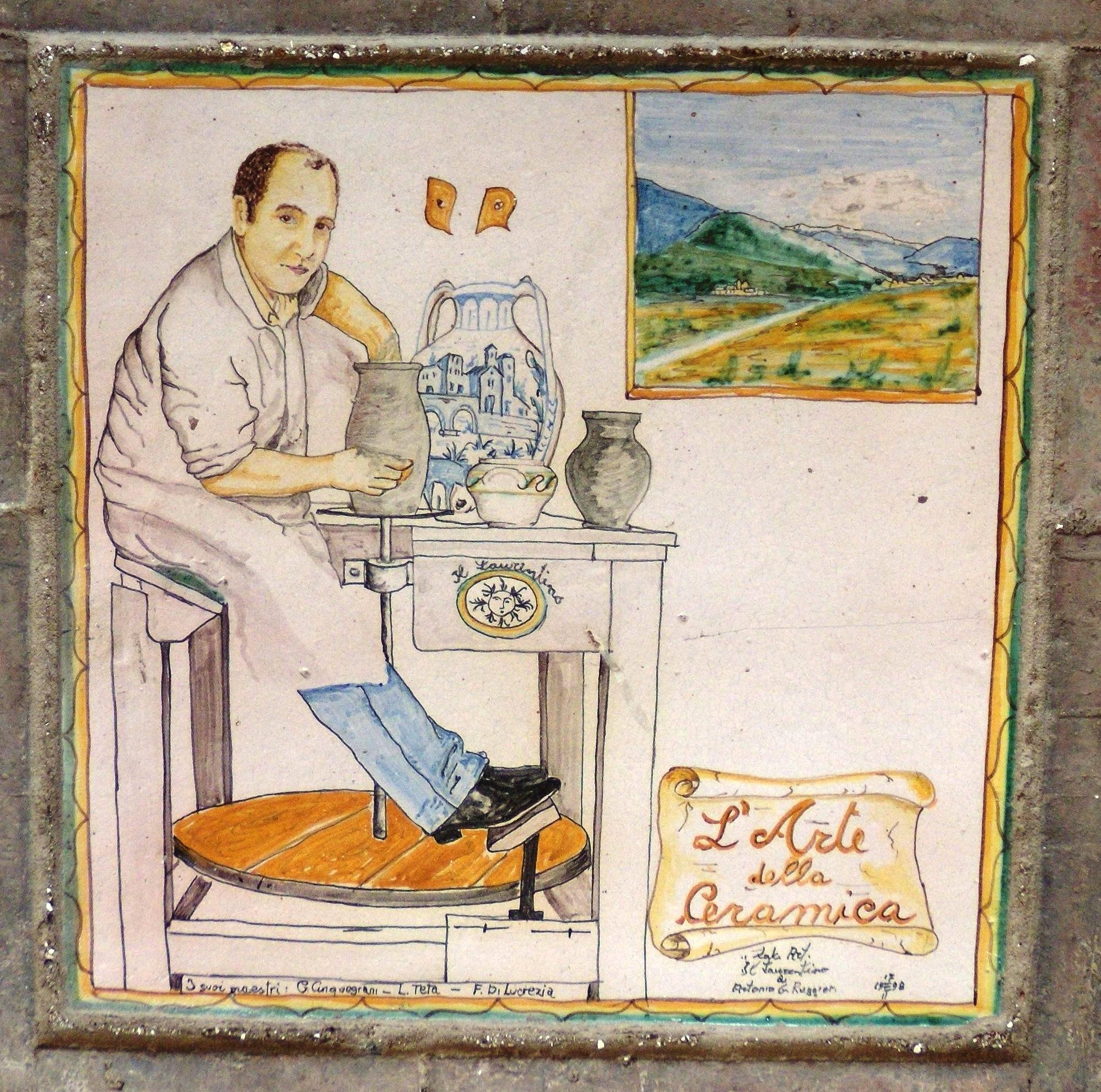
L'arte della ceramica.
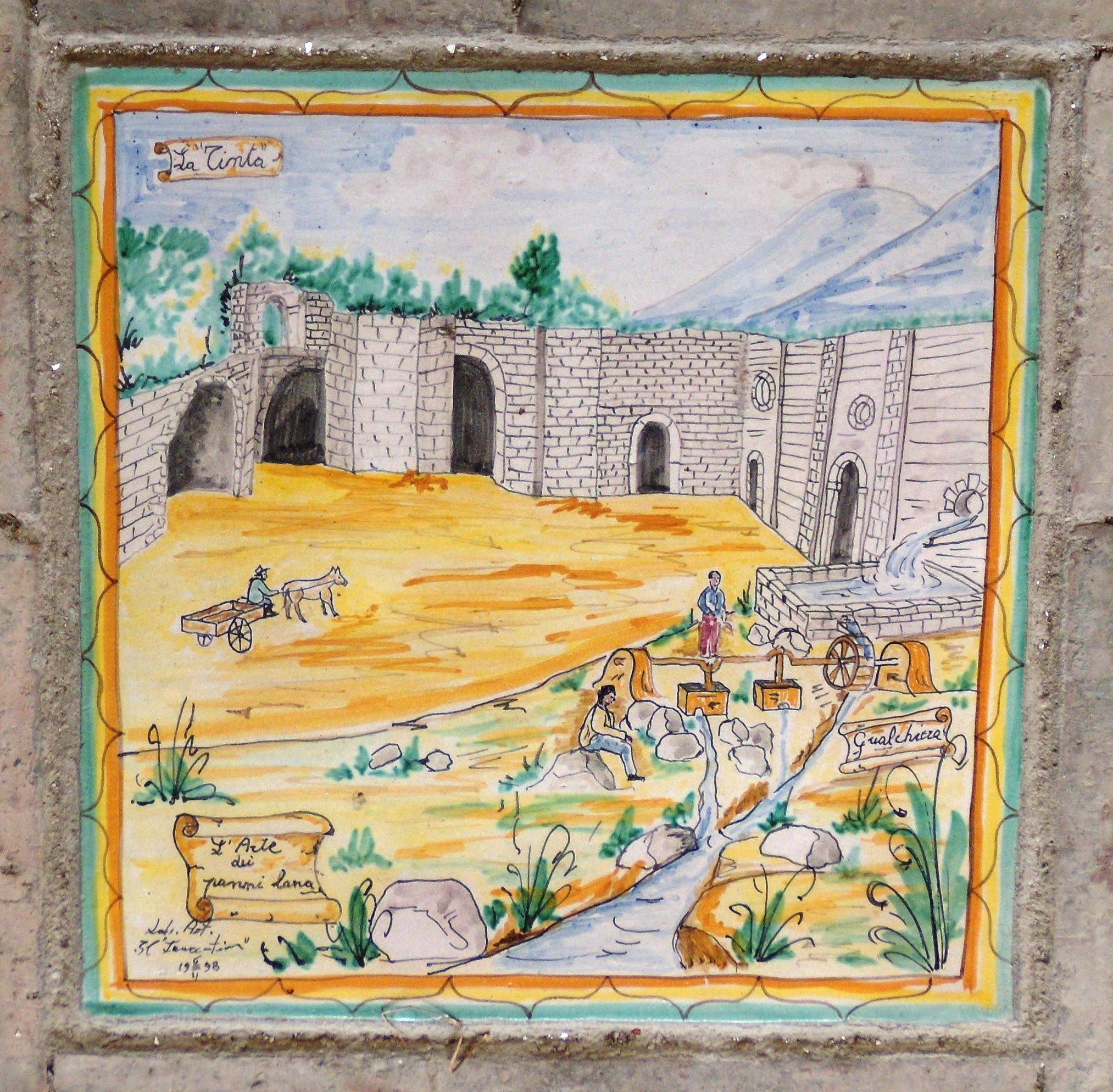
L'industria dei panni di lana.
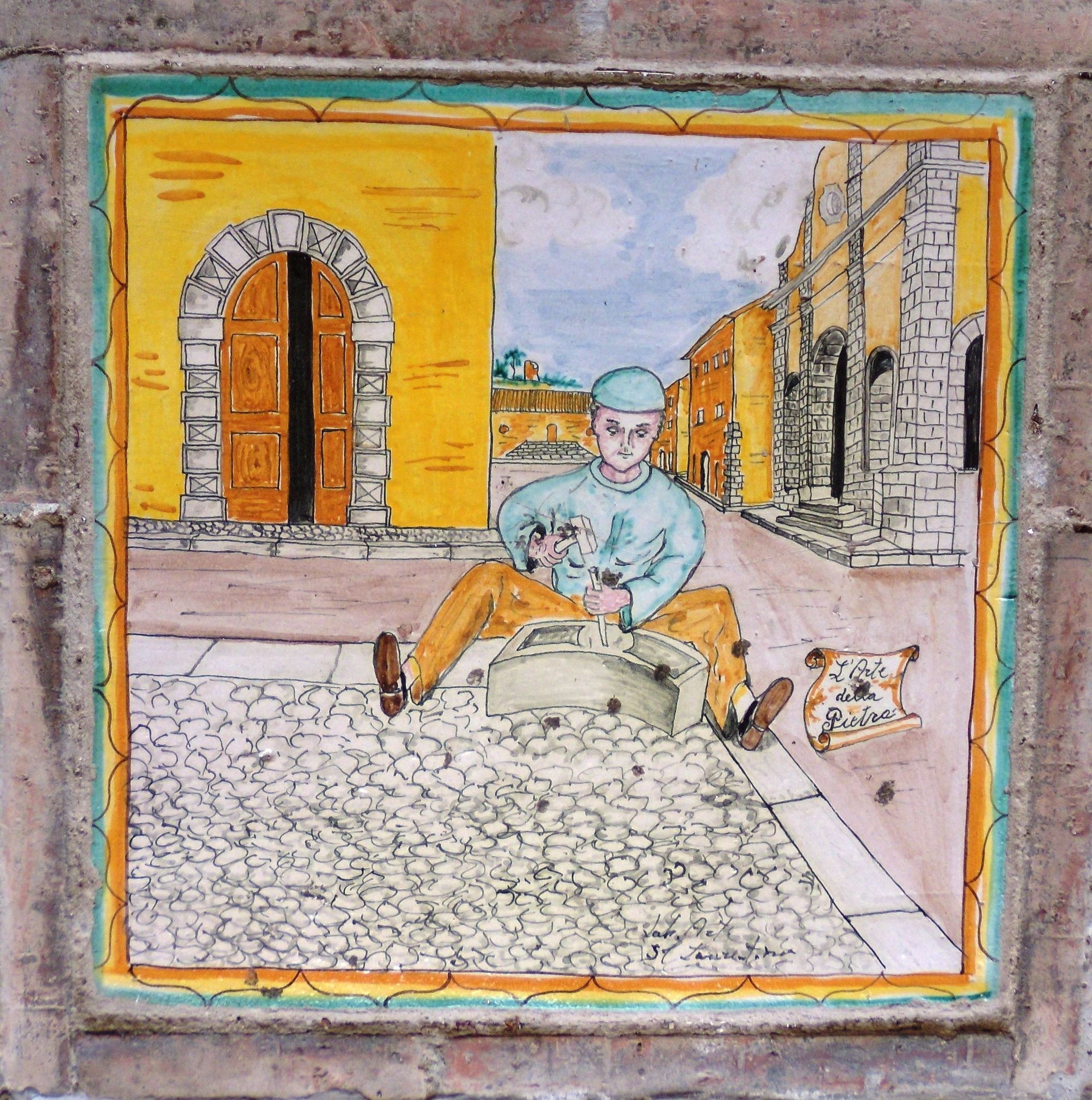
L'arte della pietra lavorata.
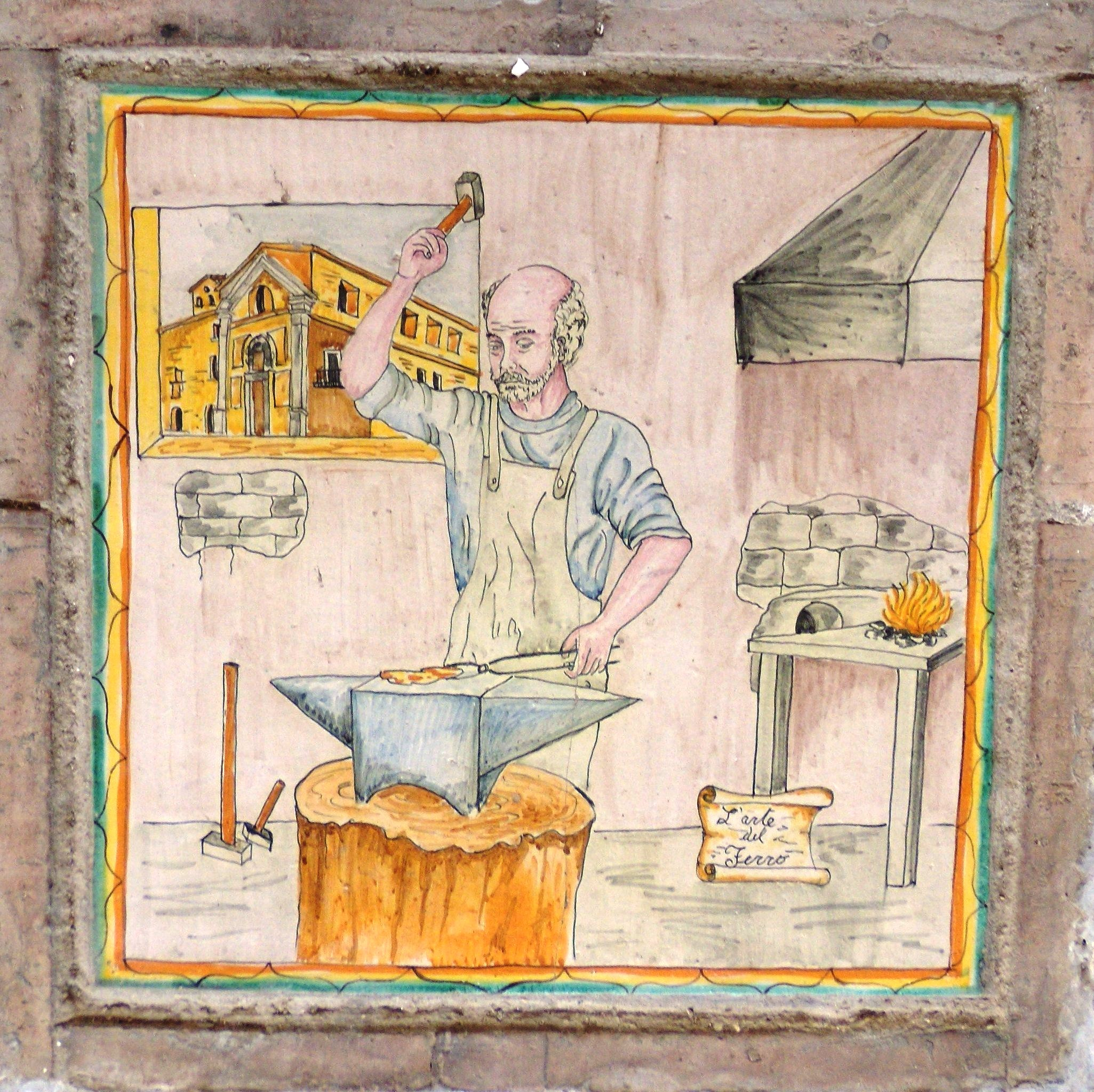
L'arte della lavorazione del ferro.
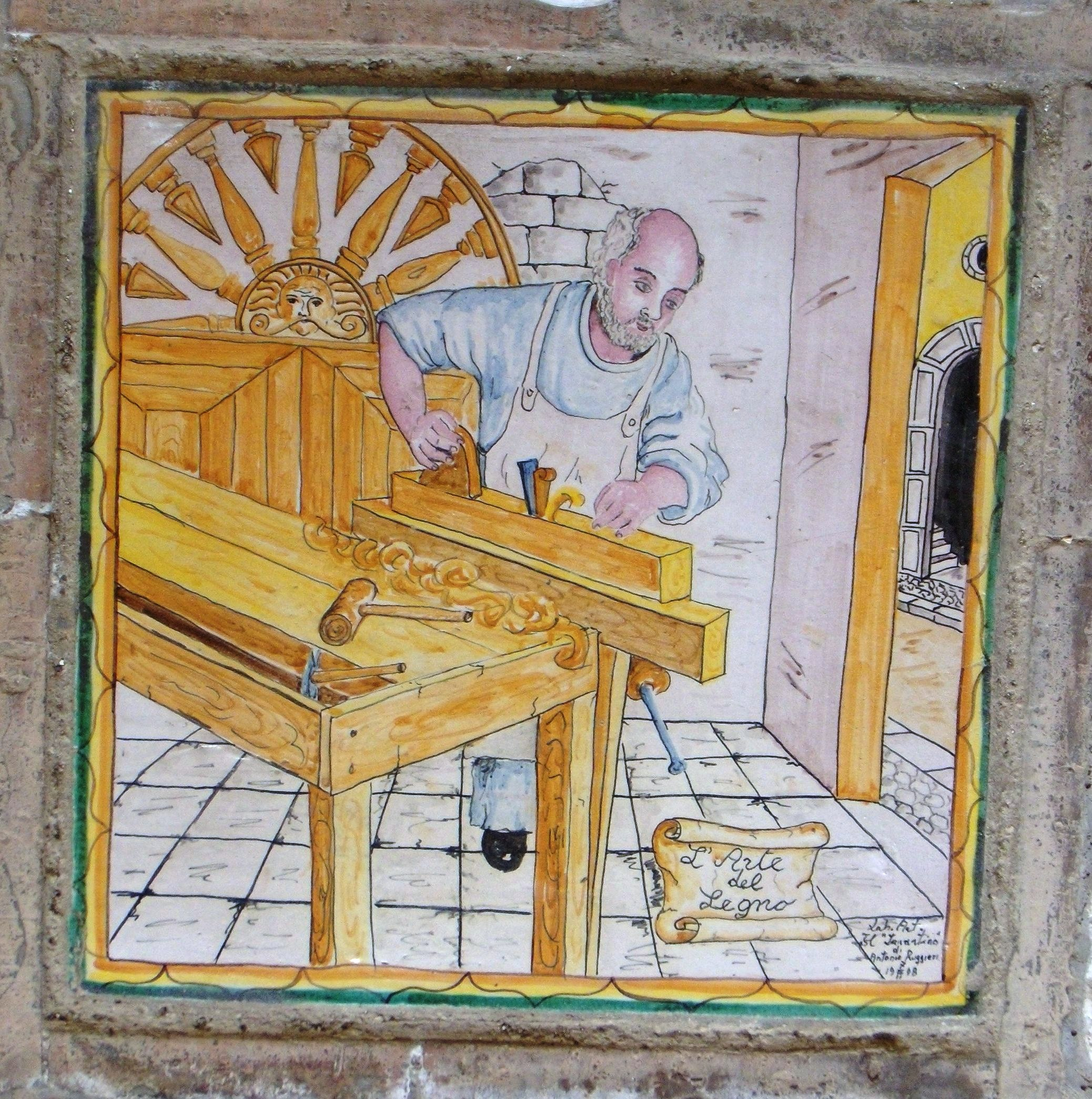
L'arte del legno.

Pannelli siti nell'ala sud (luoghi di interesse fuori dal centro storico): 

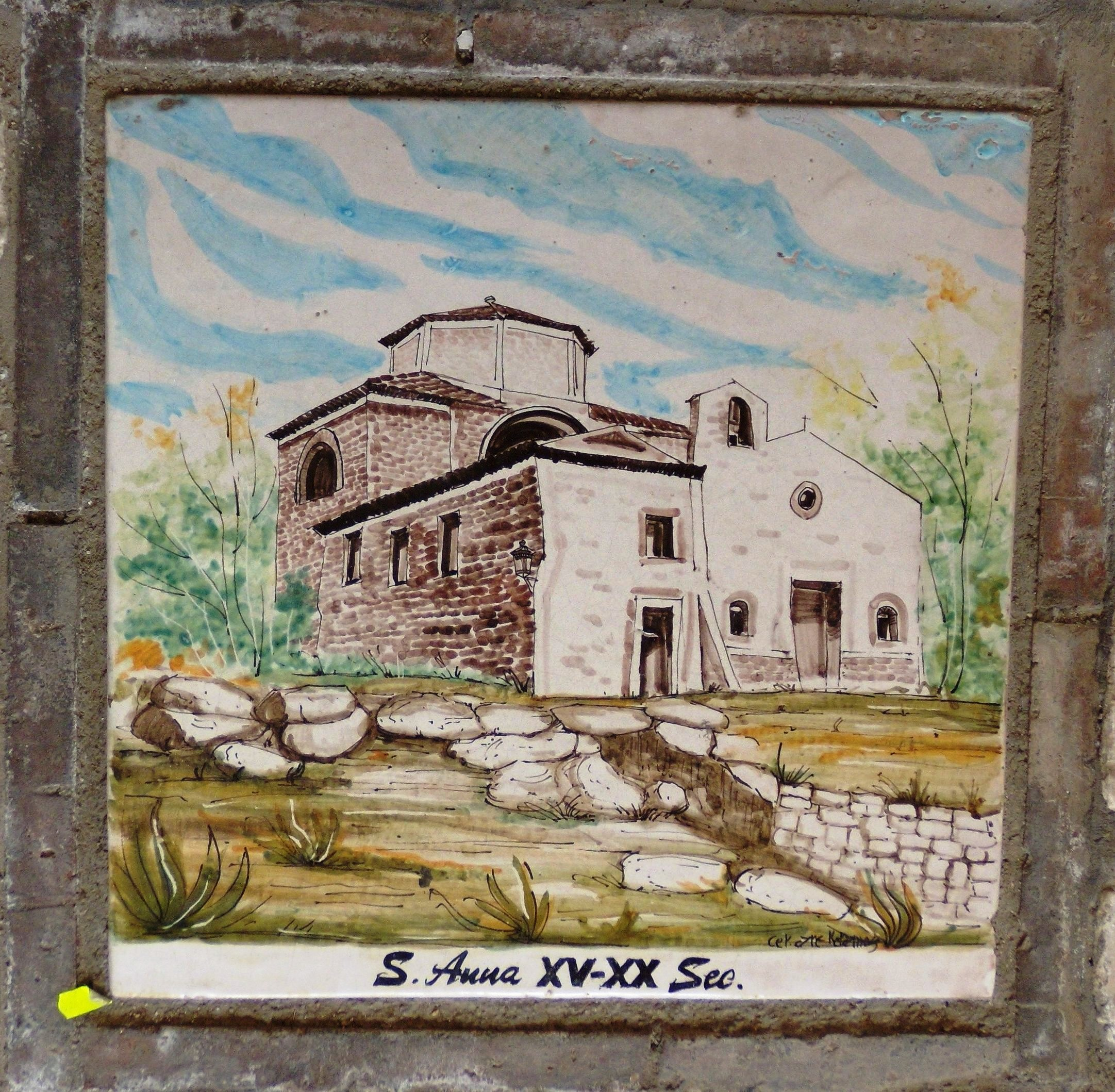
Chiesa di Sant'Anna.
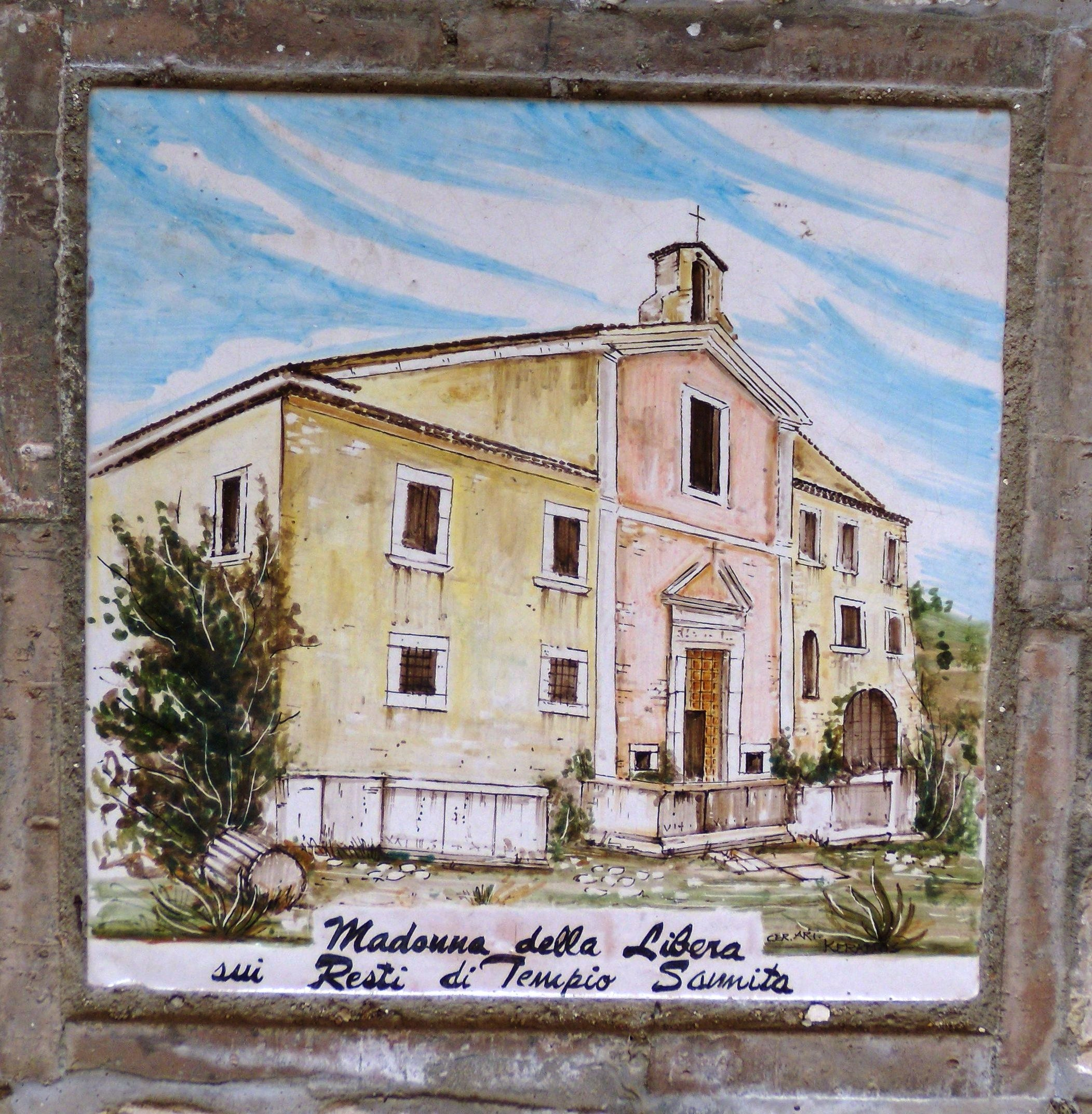
Chiesa della Madonna della Libera.
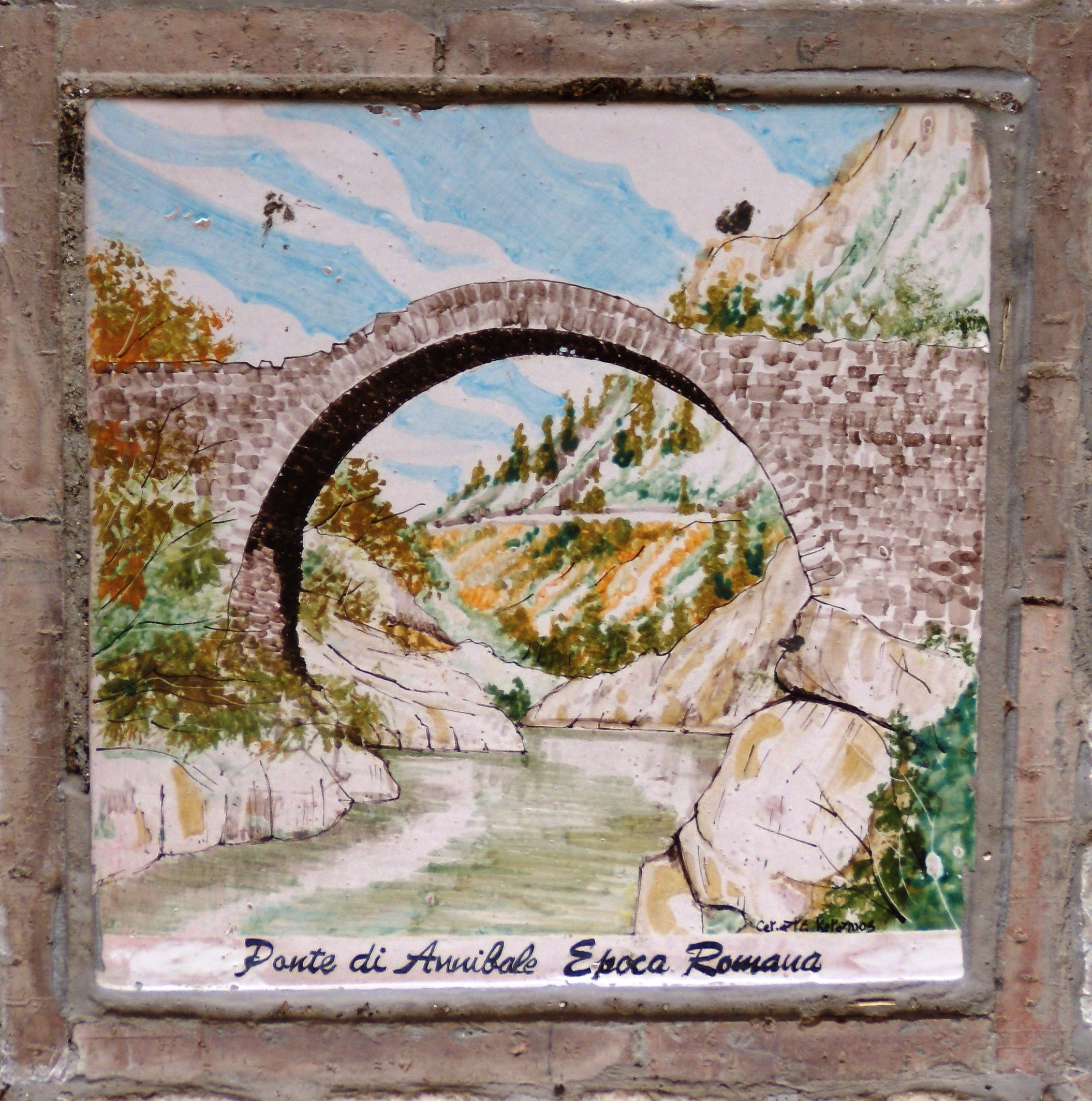
Ponte di Annibale.
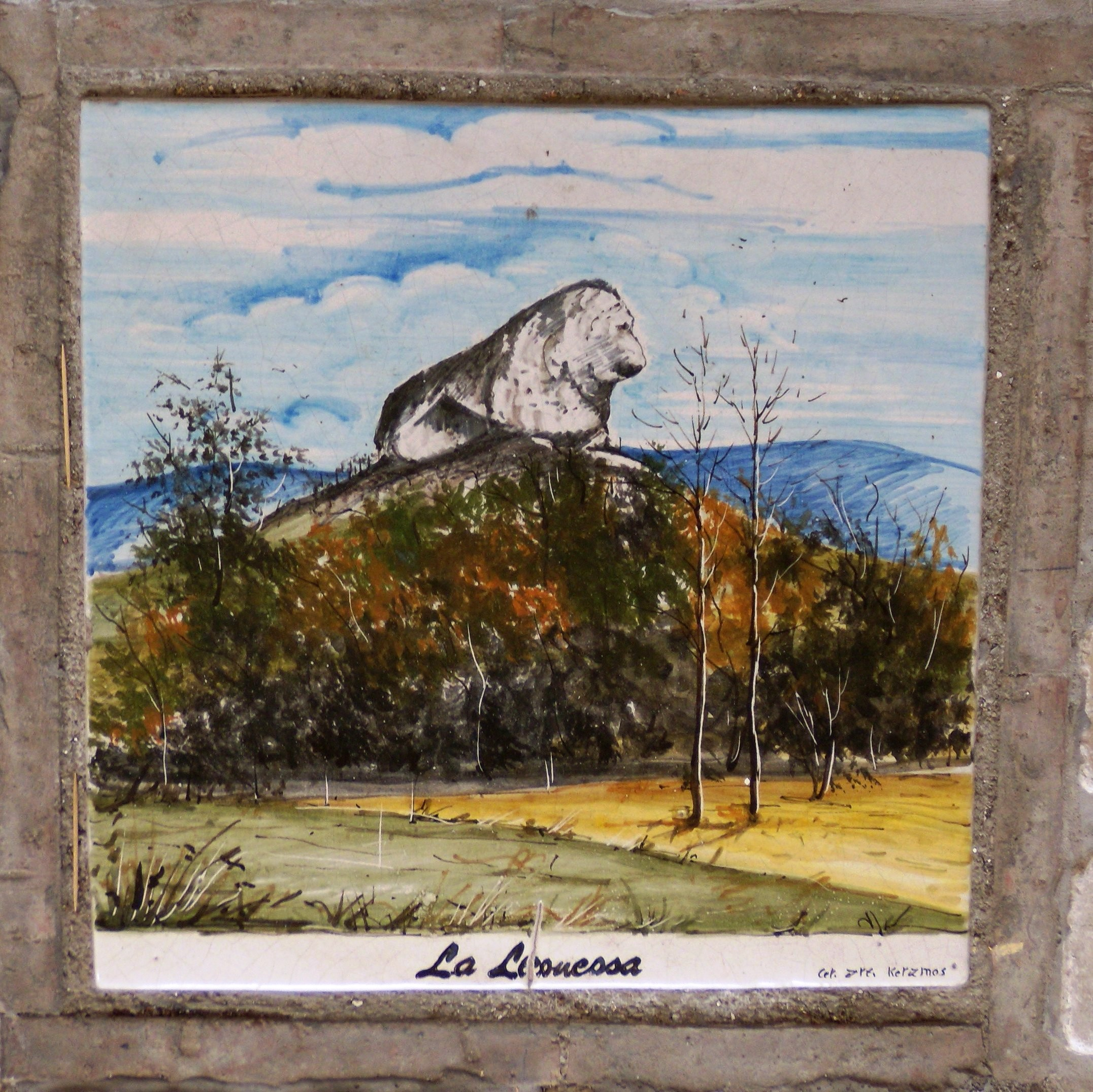
Morgia Sant'Angelo o "Leonessa".
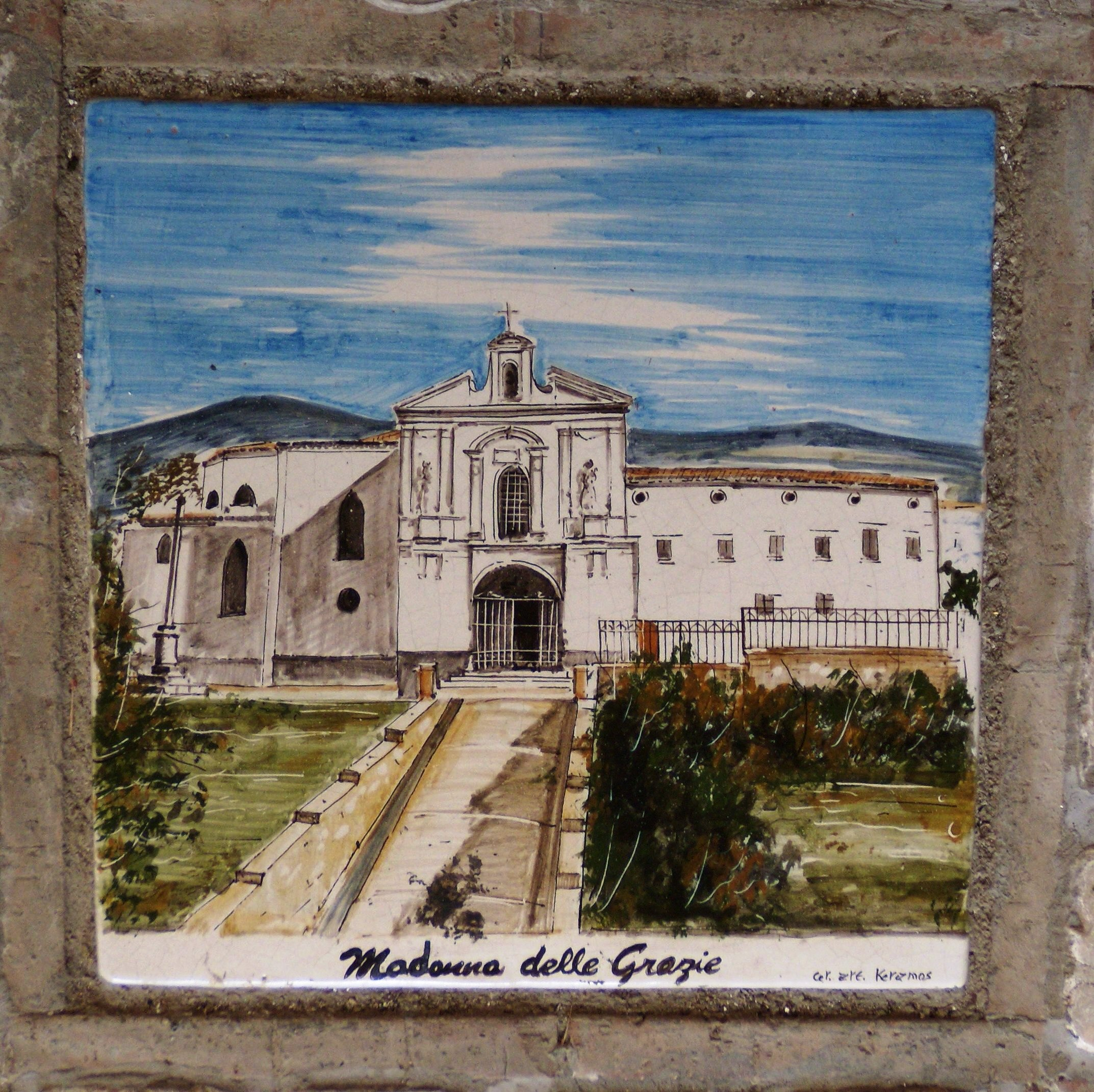
Santuario della Madonna delle Grazie.

Pannelli siti nell'ala ovest (luoghi di interesse nel centro storico): 

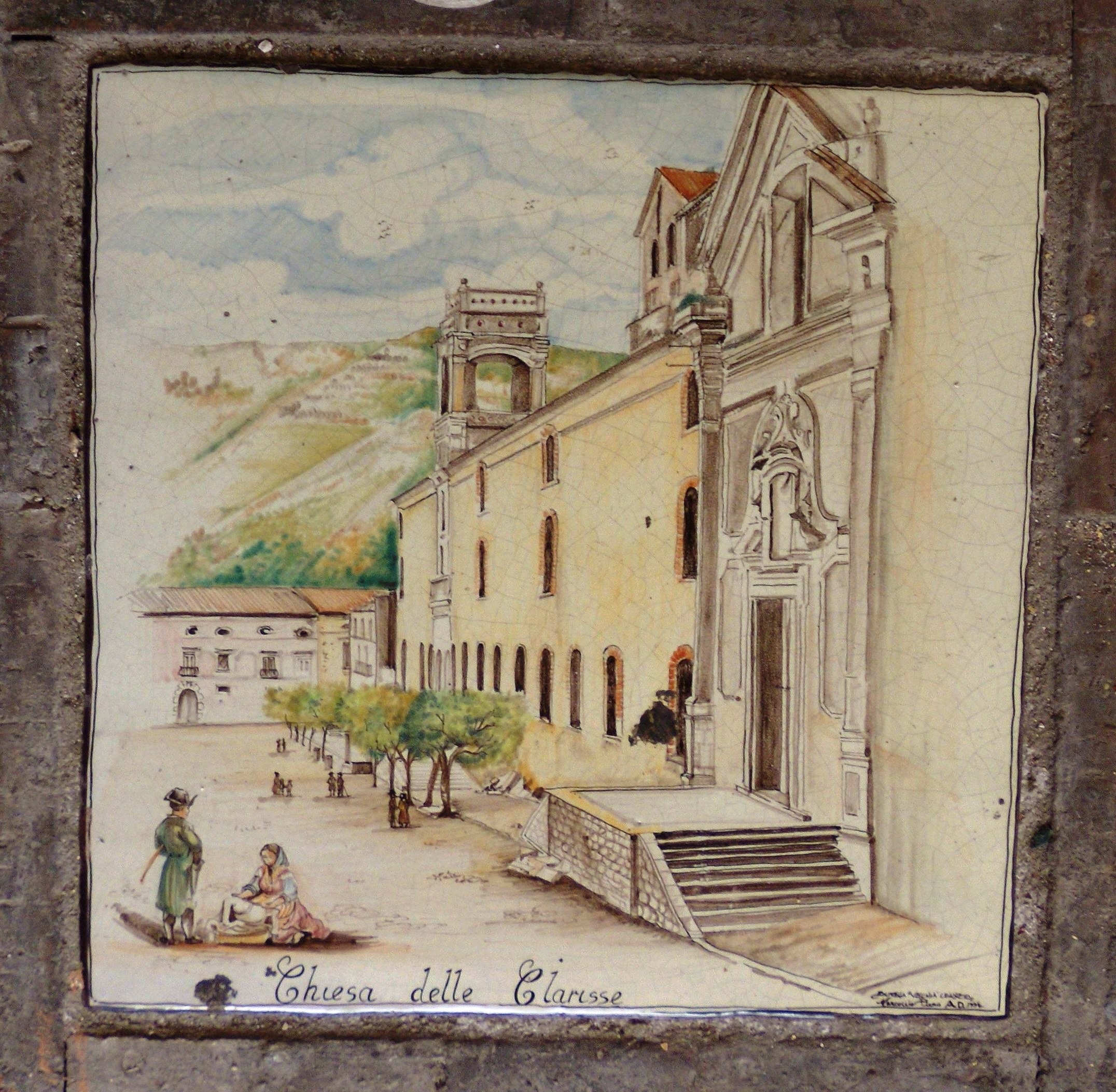
Ex Monastero delle Clarisse.
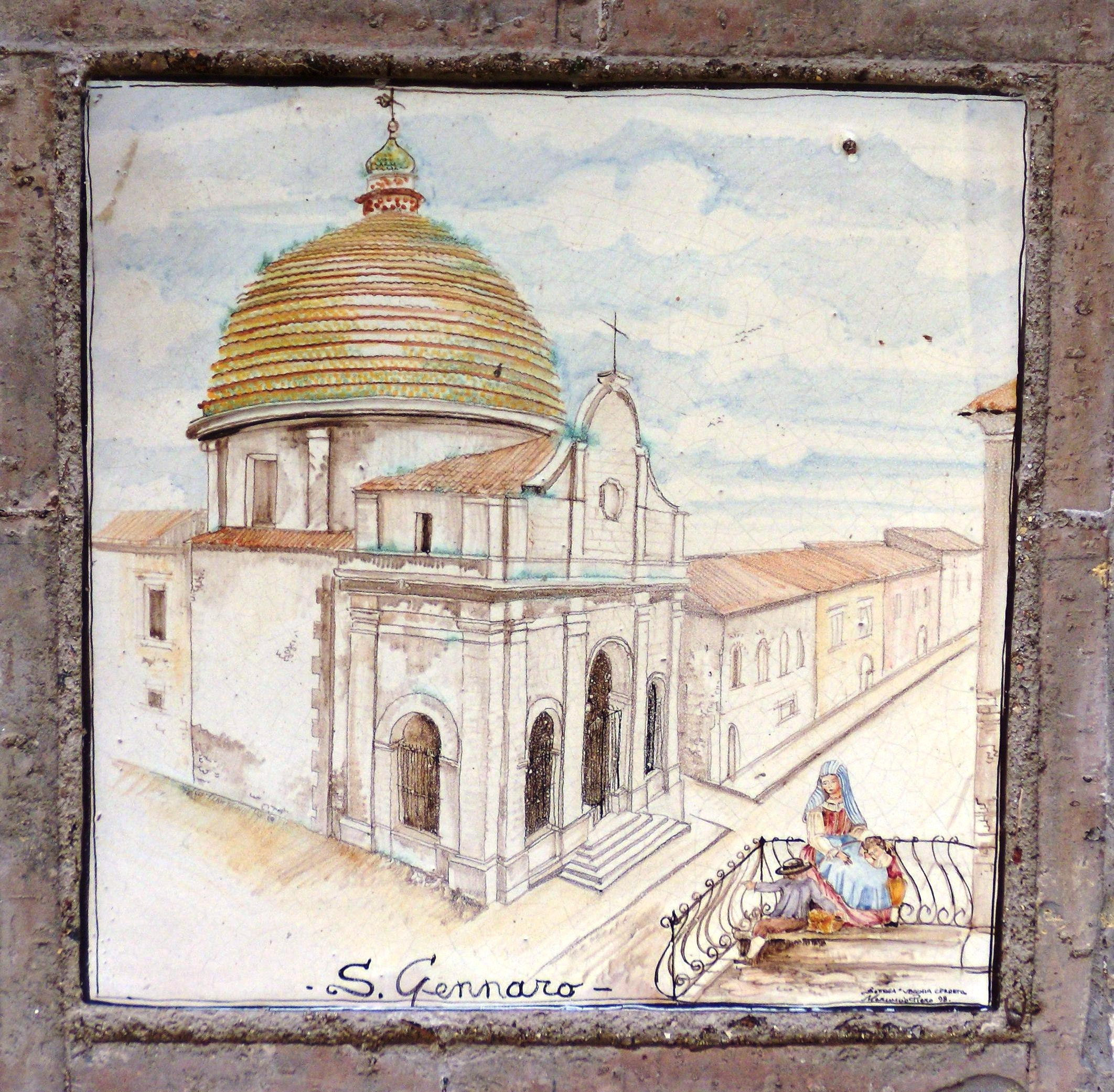
Chiesa di San Gennaro.
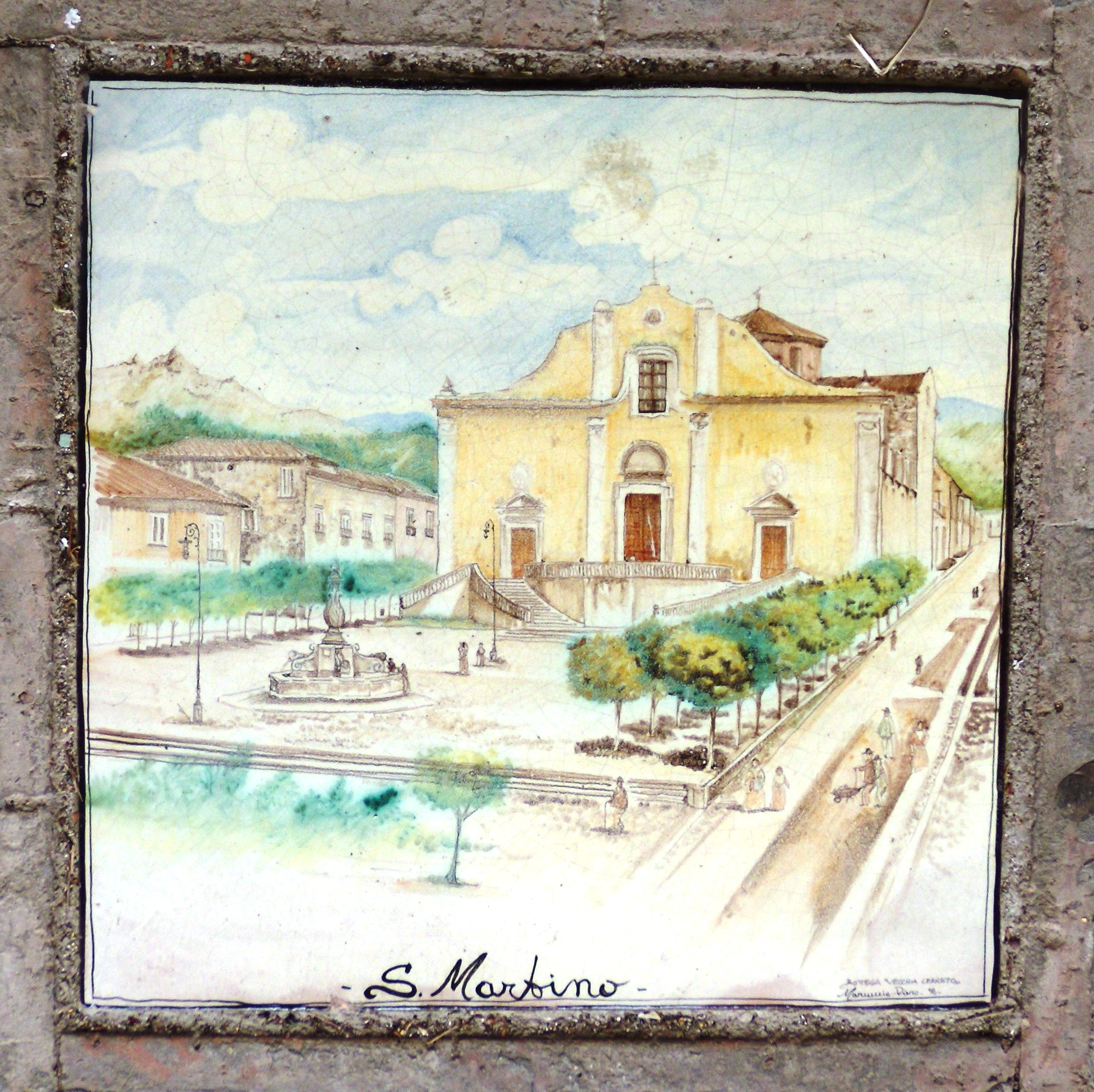
Collegiata di San Martino.
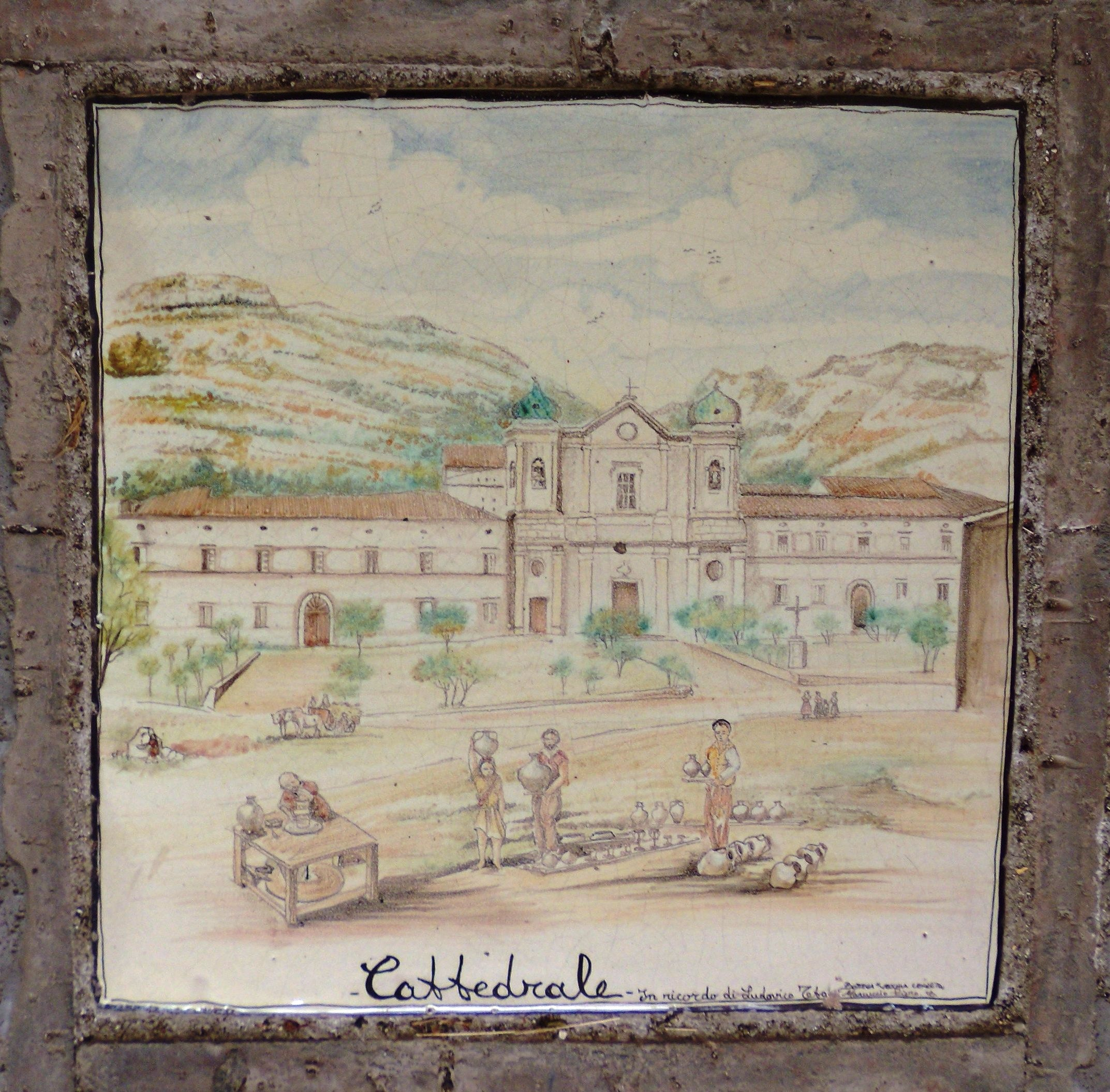
Cattedrale di Cerreto Sannita.
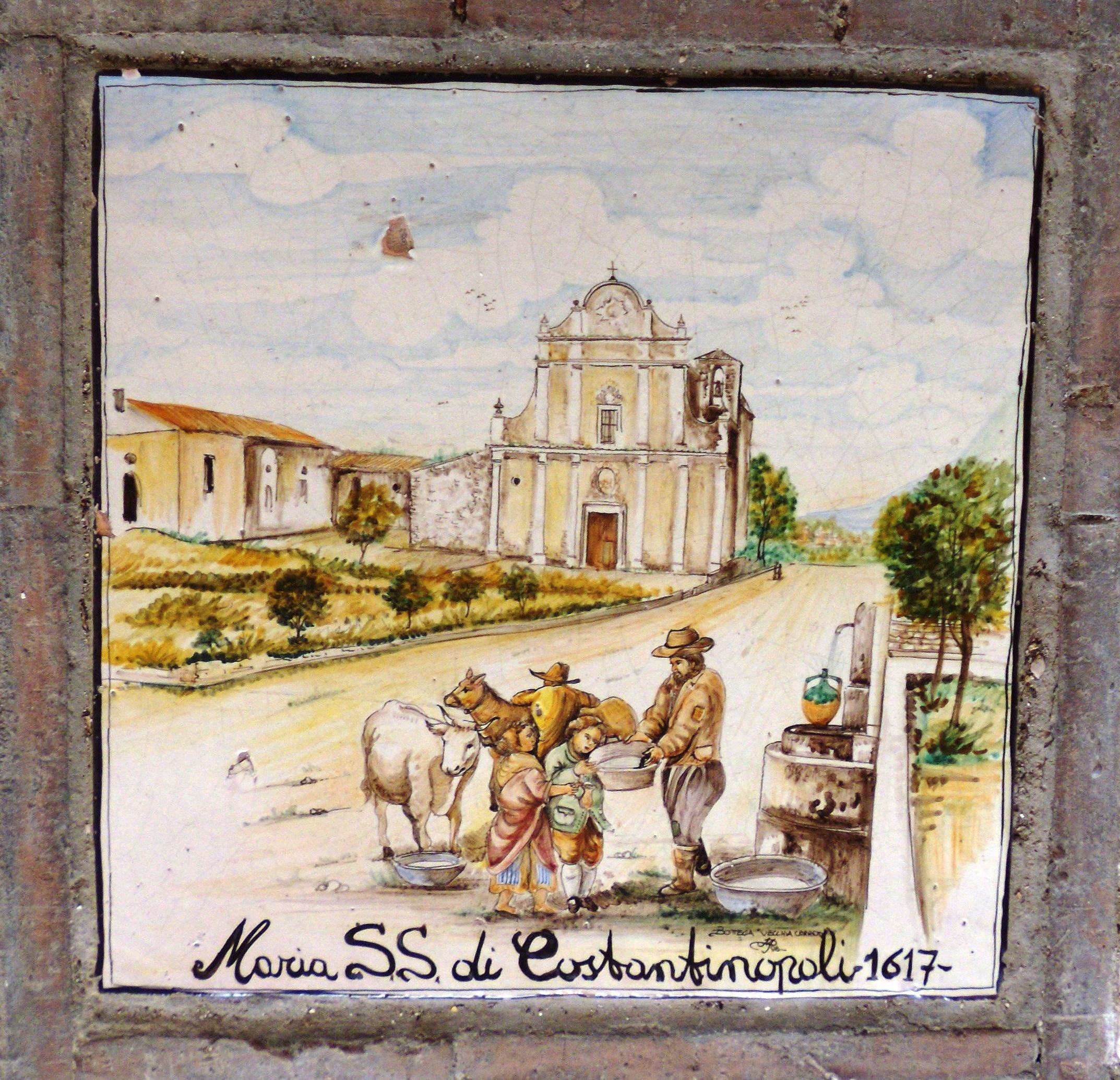
Chiesa della Madonna di Costantinopoli

Pannelli siti nell'ala nord (stemmi): 

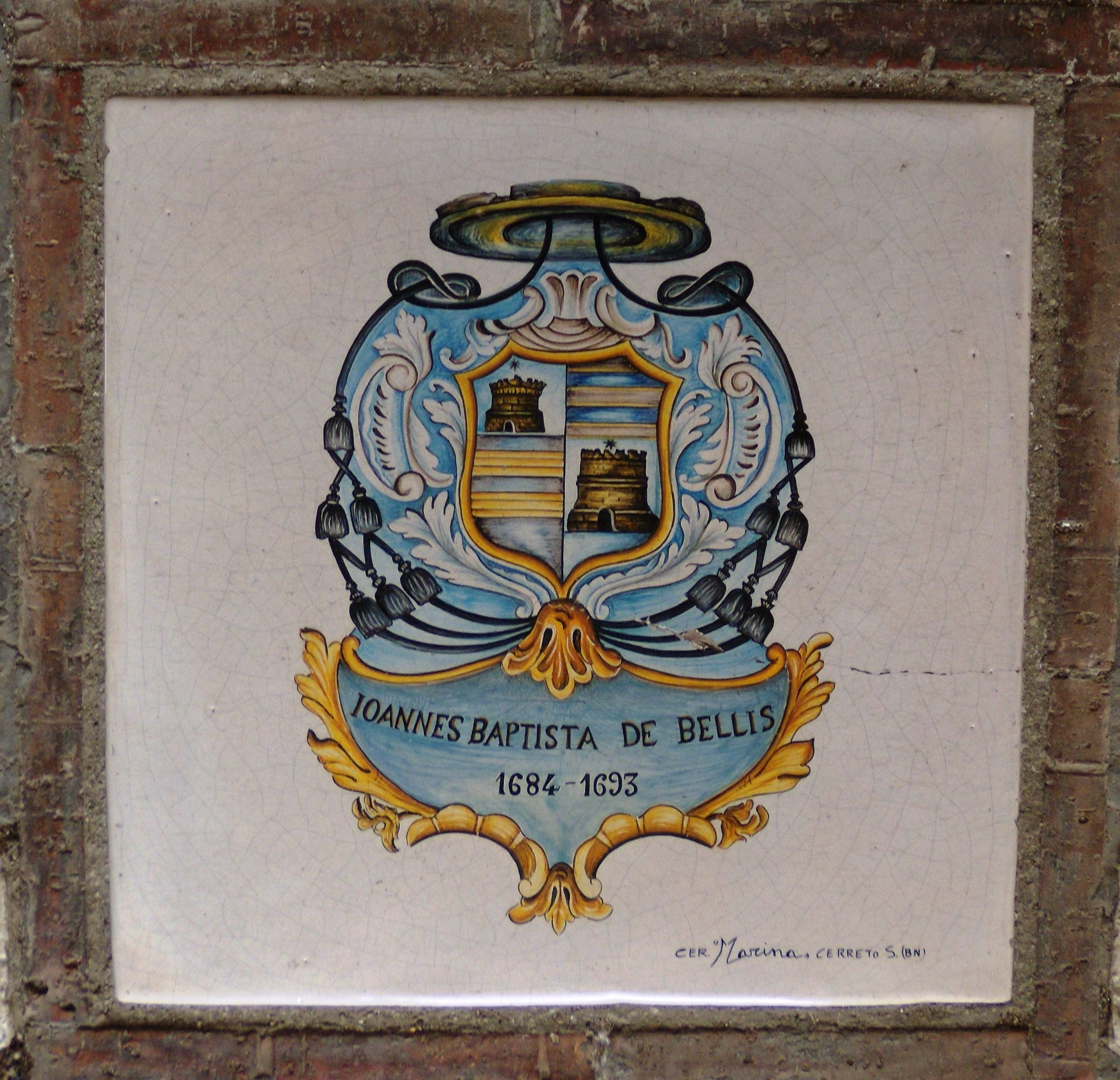
Stemma del vescovo di Cerreto Giovanni Battista de Bellis (XVII secolo).
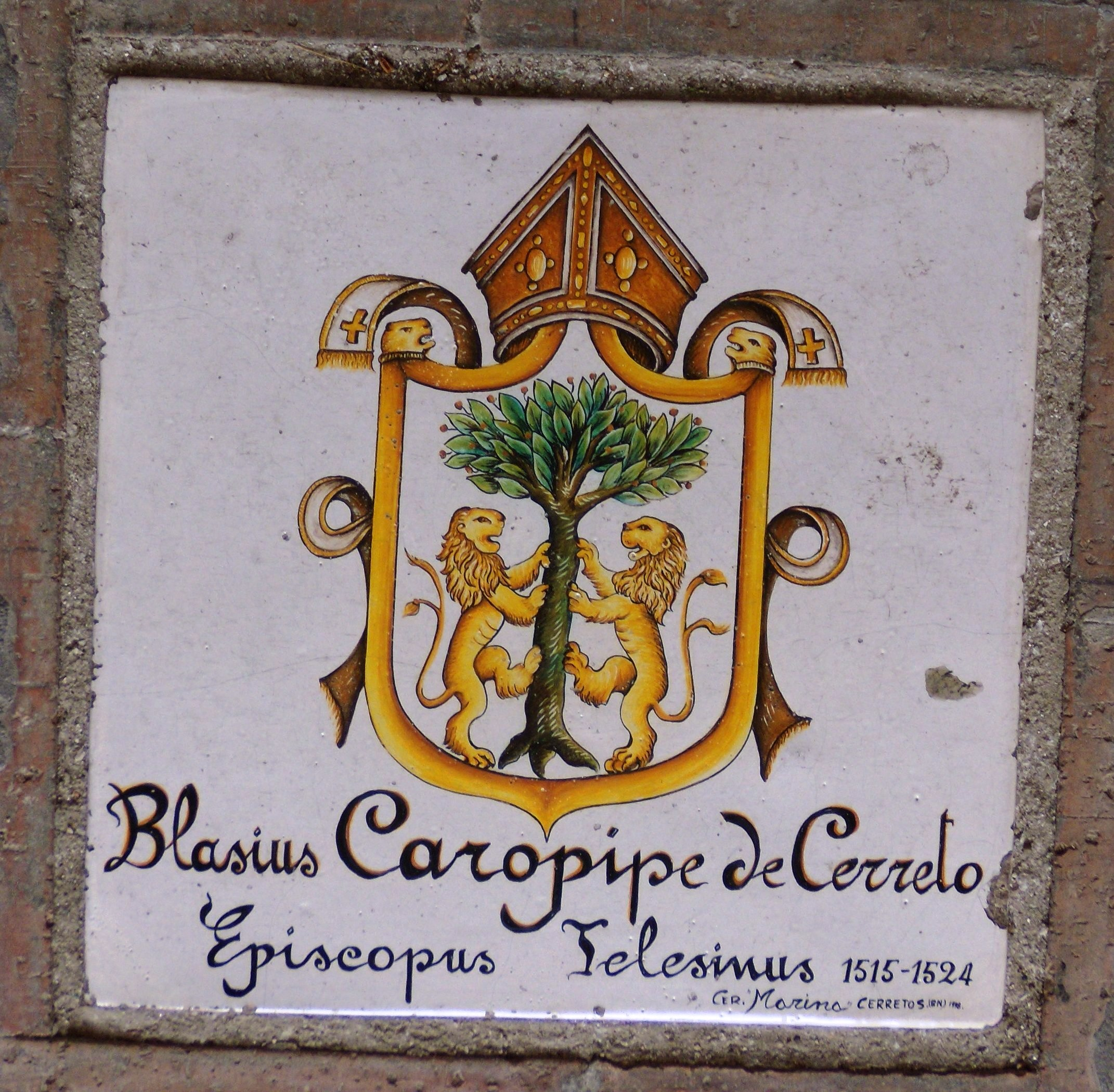
Stemma di mons. Biagio Caropipe, vescovo di Cerreto nel '500.
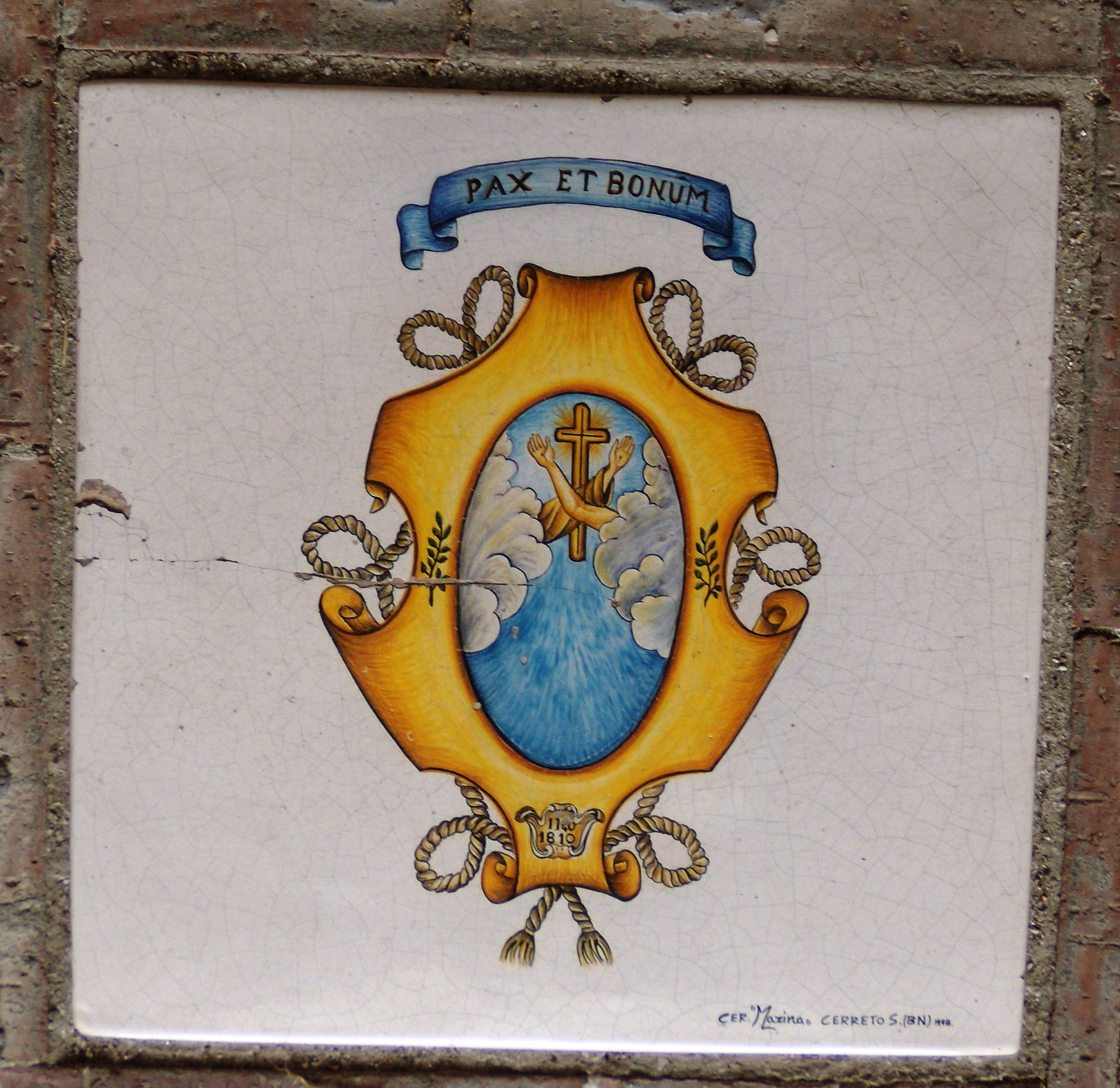
Stemma dei frati francescani conventuali.
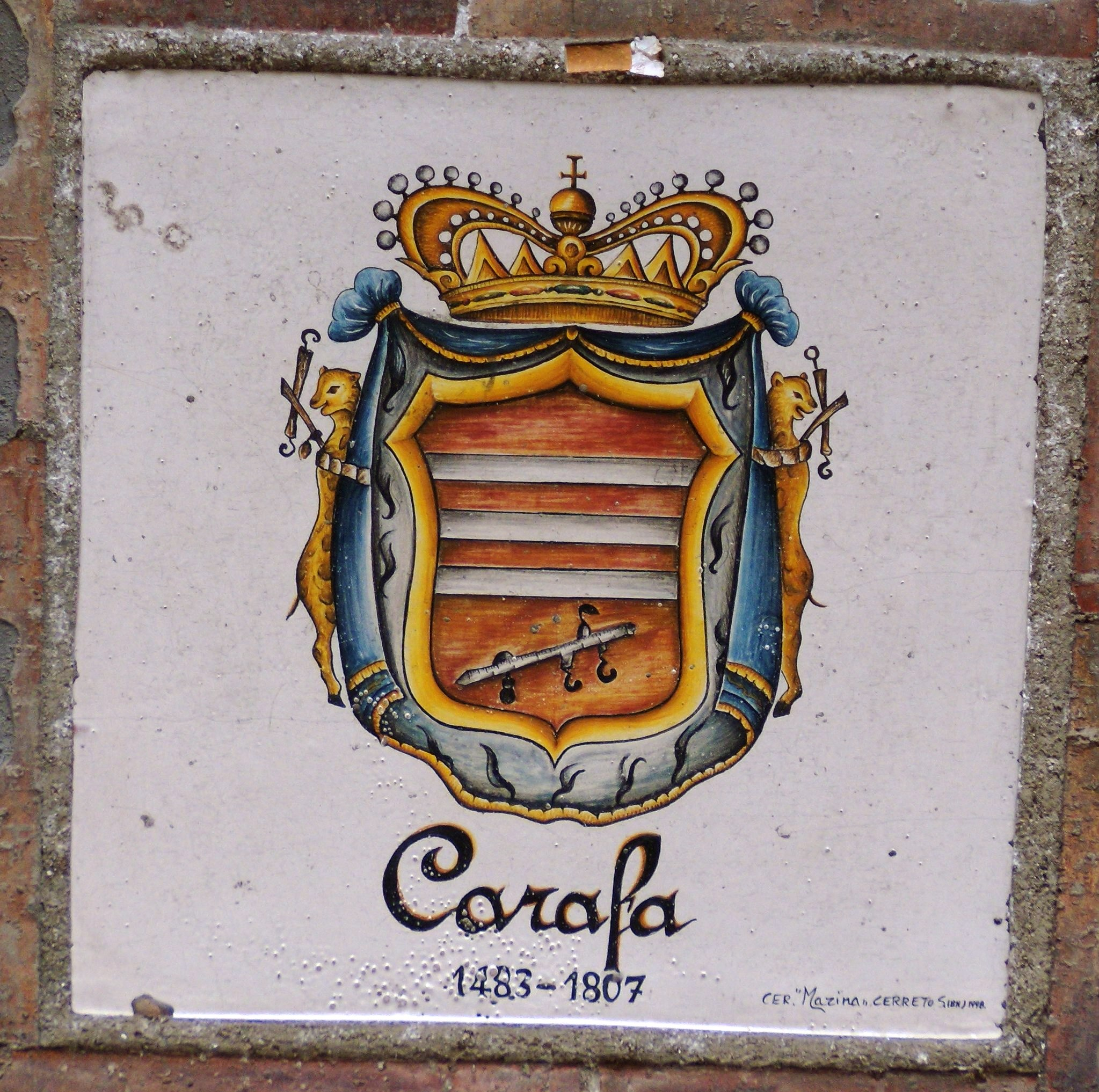
Stemma dei conti Carafa.
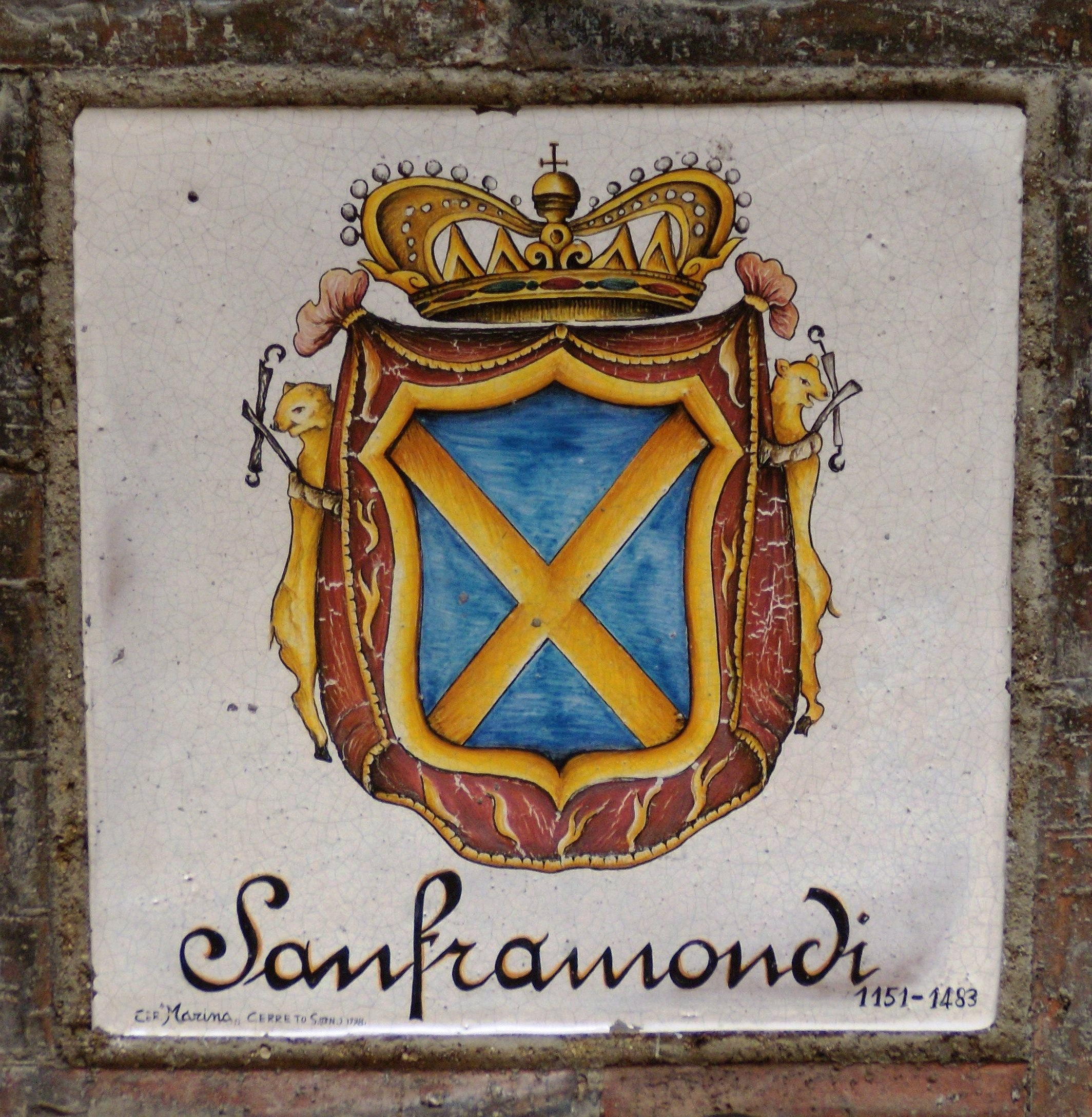
Stemma dei conti Sanframondi.

Pannelli siti a tre dei quattro angoli del chiostro (le Cerreto susseguitesi nel corso del tempo): 

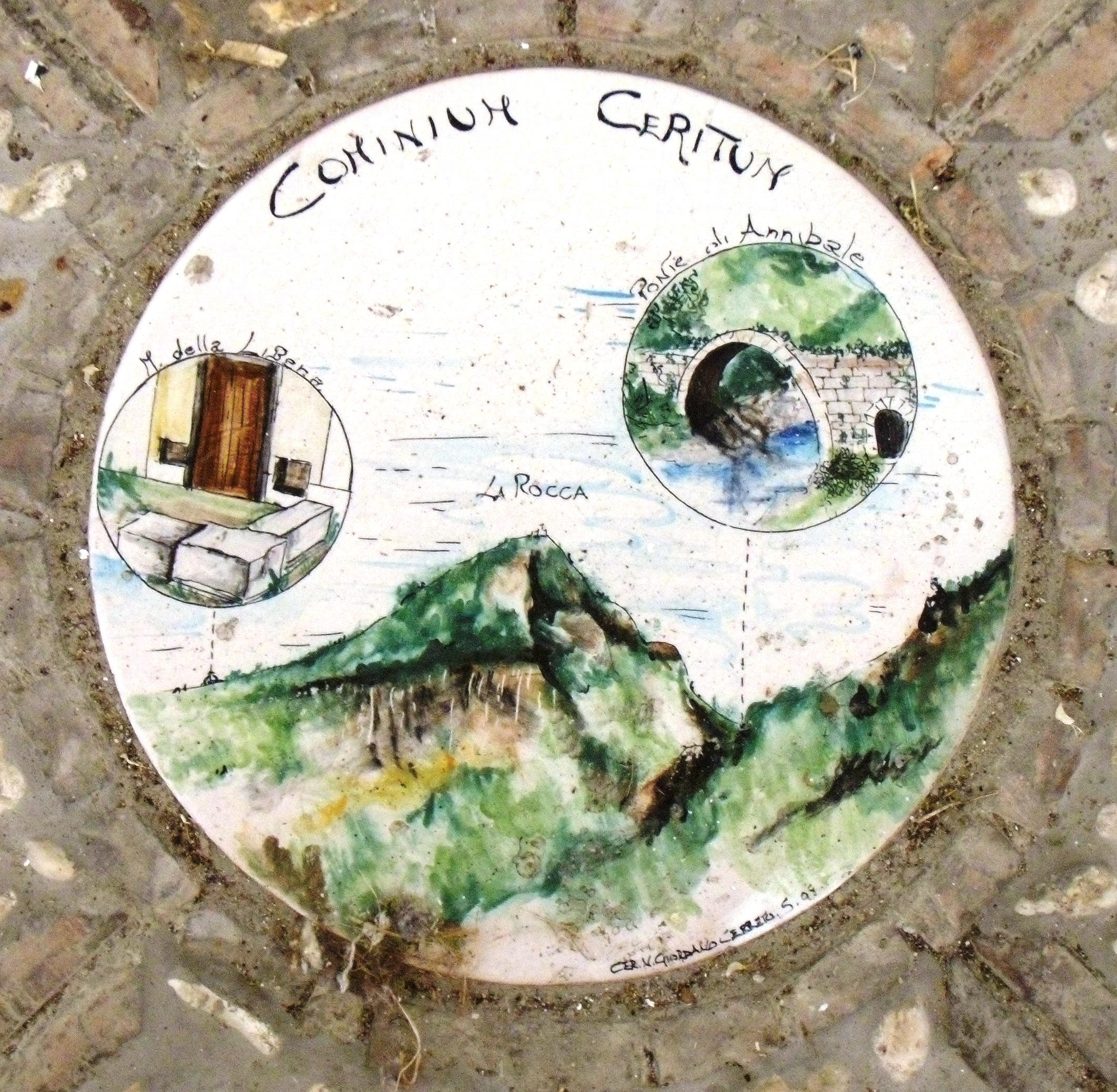
Cominium Cerritum.
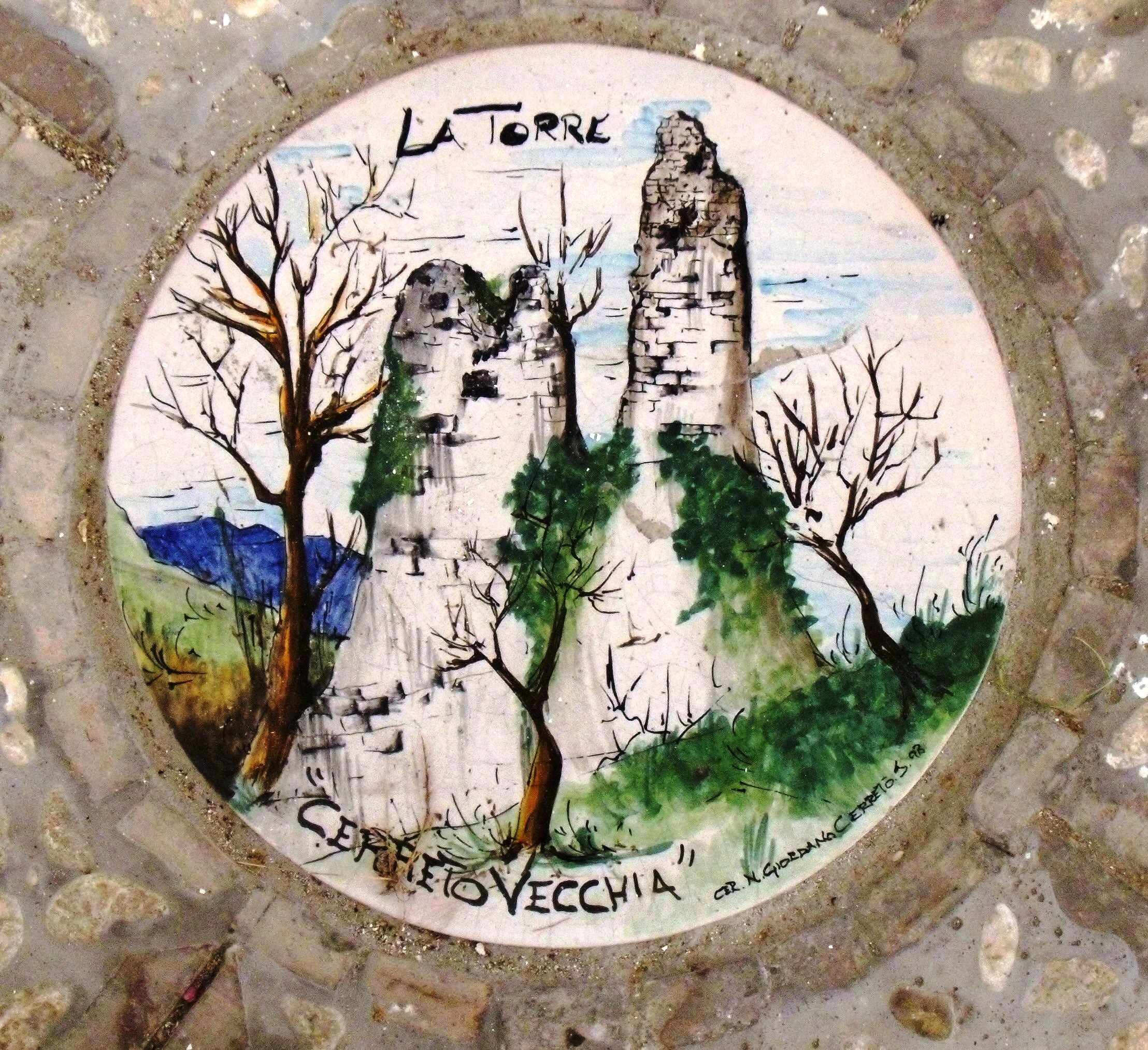
Cerreto antica.
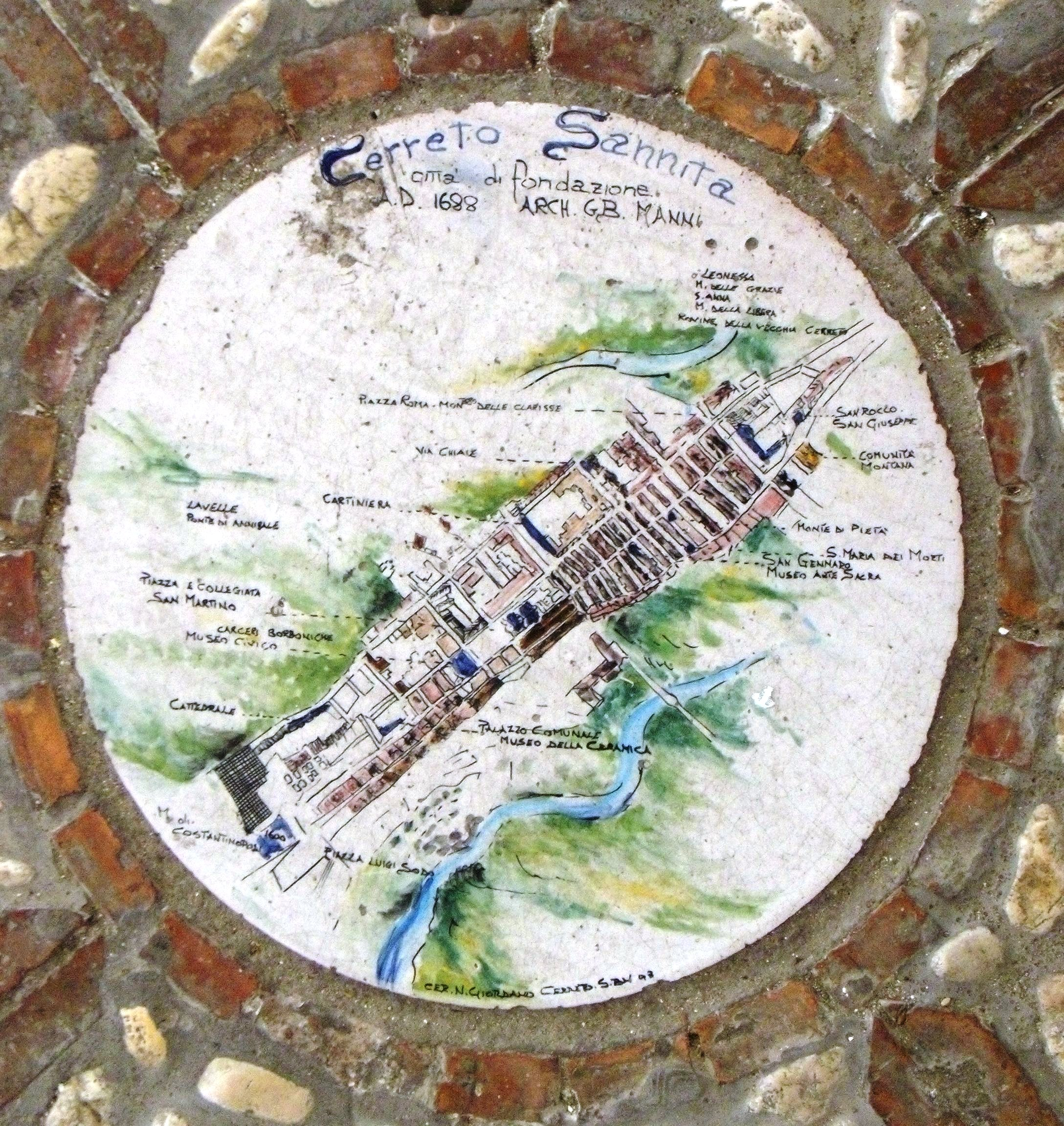
Cerreto Sannita.